# Богдан Зорич
Богдан Зорич (справджє ім'я та прізвище: Михайло Шуп'яний; нар. 25 листопада 1908, с.Твіржа, нині Мостиський район Львівська область — пом. 1984, Торонто, Канада) — громадський діяч української діаспори у Канаді, член ОУН(М). Чоловік Ярослави Зорич, батько Квітки-Галини Зорич-Кондрацької, дідусь канадійської режисерки Лариси Кондрацької.

## Життєпис
Богдан Зорич народився 25 листопада 1908 року в селі Твіржа. Закінчив початкову школу в рідному селі, та Українську державну чоловічу гімназію у Перемишлі. Під час навчання був активним членом гімназійного 6-го Пластового полку ім. Івана Богуна.
У 1930 році був головою Мостиської повітової Екзекутиви ОУН, та працював референтом у мостиській філії «Просвіти».
За спробу зірвати шкільний референдум був заарештований польською Дифензивою у листопаді 1933 року. У червні 1934 року засуджений до п'яти років ув'язнення. Ув'язнення відбував у Перемишлі і Тарнові. Після звільнення працював у товаристві «Просвіта» та у структурі ОУН.
З липня 1941 року працює в Мостиському Ляндкомісаріаті та очолює Мостиський повітовий Український Допомоговий Комітет. У квітні 1943 року його заарештовує Ґестапо, але йому вдається втекти з Тюрми на Лонцького. Після втечі переходить на нелегальне ставище та займається організацією збройних формувань ОУН-Мельника на Мостищині.
Після Другої світової віни на еміґрації в Австрії. Активний член Братства святого Андрія у Форарльберґу, завідує культурними справами. З 1951 року мешкає у Торонто. У Канаді займається громадською діяльністю, працює в Українському Народному Союзі.
У жовтні 1962 року на двадцять першому Крайовому З'їзді Українського Національного Об'єднання Канади обраний до Крайової Екзекутиви, зайняв посаду культурно-освітнього референта.
З 1962 року — голова канадської канцелярії та головний контролер Українського Народного Союзу, у 1966 — 1974 роках — головний радник та заступник головного предсідника Українського Народного Союзу. Входив до Головного уряду Клівленьдської конвенці 1958 року.
Богдан Зорич помер у 1984 році в Торонто.